# 496 (getal)
496 is het natuurlijke getal volgend op 495 en voorafgaand aan 497.

## In de wiskunde
Het is een samengesteld getal en een harmonisch-delergetal.
Vierhonderdzesennegentig is het derde perfecte getal. Het volgende perfecte getal is 8128. Het is daardoor ook een zeshoeksgetal en driehoeksgetal.